# Індіан-Гілл (Огайо)
Індіан-Гілл (англ. Indian Hill) — місто (англ. city) в США, в окрузі Гамільтон штату Огайо. Населення — 6087 осіб (2020).

## Географія
Індіан-Гілл розташований за координатами 39°11′19″ пн. ш. 84°20′10″ зх. д. / 39.18861° пн. ш. 84.33611° зх. д. (39.188557, -84.336021).  За даними Бюро перепису населення США в 2010 році місто мало площу 48,30 км², з яких 48,05 км² — суходіл та 0,25 км² — водойми.

## Демографія
Згідно з переписом 2010 року, у місті мешкало 5785 осіб у 2061 домогосподарстві у складі 1768 родин. Густота населення становила 120 осіб/км².  Було 2236 помешкань (46/км²).
Расовий склад населення:
| - 92,2 % — білих - 5,7 % — азіатів - 0,7 % — чорних або афроамериканців - 0,1 % — корінних американців |

До двох чи більше рас належало 1,1 %. Частка іспаномовних становила 1,6 % від усіх жителів.
За віковим діапазоном населення розподілялося таким чином: 27,0 % — особи молодші 18 років, 55,5 % — особи у віці 18—64 років, 17,5 % — особи у віці 65 років та старші. Медіана віку мешканця становила 48,4 року. На 100 осіб жіночої статі у місті припадало 93,9 чоловіків;  на 100 жінок у віці від 18 років та старших — 93,9 чоловіків також старших 18 років.
Середній дохід на одне домашнє господарство  становив 305 630 доларів США (медіана — 206 250), а середній дохід на одну сім'ю — 324 015 доларів (медіана — 208 158). За межею бідності перебувало 1,2 % осіб, у тому числі 1,4 % дітей у віці до 18 років та 1,5 % осіб у віці 65 років та старших.
Цивільне працевлаштоване населення становило 2233 особи. Основні галузі зайнятості: освіта, охорона здоров'я та соціальна допомога — 29,0 %, фінанси, страхування та нерухомість — 23,4 %, науковці, спеціалісти, менеджери — 22,2 %.